# Esportista mataroní de l'any
El Premi a l'esportista mataroní de l'any és un guardó esportiu creat l'any 1955 i atorgat anualment per l'Ajuntament de Mataró. Reconeix els mèrits dels esportistes mataronins que han excel·lit en les seves disciplines durant l'any, així com els de les entitats i persones vinculades amb l'esport de la ciutat. S'atorga durant la celebració de la Nit de l'Esport (inicialment anomenada "Festa de l'Esport"), tant en categoria masculina com femenina, i es divideix en diverses categories segons l'edat (sèniors, juvenils, etc.), tant per als esportistes individuals com per als equips. Des del 1989 s'atorga també el premi al millor esportista absolut, que pot recaure en qualsevol dels guanyadors de les diferents categories.
A data de 2023, els esportistes que han rebut més vegades el premi en la màxima categoria individual són Núria Martínez (8 en categoria femenina) i  Albert Ramos (4 en categoria masculina). Per altra banda, les disciplines esportives més guardonades en ambdues categories són l'atletisme (28), la natació (24), el bàsquet (22) i el waterpolo (15).

## Categories
Els guardons que s'atorguen durant la Nit de l'Esport de Mataró, agrupats per categories, són els següents:
- Esportistes individuals:
  - Millor Esportista Absolut
  - Sèniors Masculins/Femenines
  - Juvenils Masculins/Femenines
  - Cadets Masculins/Femenines
  - Infantils Masculins/Femenines
- Equips:
  - Equips Sèniors
  - Equips Juvenils
  - Equips Cadets
  - Equips Infantils
- Altres guardons:
  - Tècnic/Entrenador
  - Premsa
  - Directiu
  - Medalla a la Constància (Esportista)
  - Medalla a la Constància (Directiu)
  - Promoció de l'Esport

## Llista de premiats
Nota
Les taules recullen els premiats en la màxima categoria individual i, a partir de 1989, també el millor esportista absolut. L'any que figura a les taules és el de la Nit de l'Esport, per tant, el del lliurament del guardó (els premiats assoliren els seus mèrits durant l'any anterior).
Llegenda
| - ATL: Atletisme - BAS: Bàsquet - BIL: Billar - BOX: Boxa - CIC: Ciclisme - CMU: Cursa de muntanya - ESQ: Esquí - FUT: Futbol - GIM: Gimnàstica - HAN: Handbol | - HOQ: Hoquei sobre patins - JUD: Judo - KAR: Karate - MOT: Motociclisme - MTN: Motonàutica - MUN: Muntanyisme - NAT: Natació - PAT: Patinatge artístic - PES: Pesca submarina | - SLT: Salt d'esquí - TEN: Tennis - TIR: Tir amb arc - TKW: Taekwondo - TRI: Triatló - TRL: Trial - TTL: Tennis de taula - VOL: Voleibol - WAT: Waterpolo |

### De 1955 a 1988
Font:
| Ed. | Any  | Sèniors femenines | Sèniors femenines | Sèniors masculins         | Sèniors masculins |
| Ed. | Any  | Guanyadora        | Esport            | Guanyador                 | Esport            |
| --- | ---- | ----------------- | ----------------- | ------------------------- | ----------------- |
| 1   | 1955 | Isabel Illa       | NAT               | Jordi Bonareu             | BAS               |
| 2   | 1956 | Isabel Illa       | NAT               | Exuperancio Galiana       | BOX               |
| 3   | 1957 | Isabel Illa       | NAT               | Antoni Bonamusa           | ATL               |
| 4   | 1958 | Mercè Vallmajor   | TEN               | Josep Gasull              | WAT               |
| 5   | 1959 | Isabel Illa       | NAT               | Eugeni Romeu              | NAT               |
| 6   | 1960 | Mercè Vallmajor   | TEN               | Josep Gasull              | WAT               |
| 7   | 1961 | Maria Llopart     | MUN               | Josep Gasull              | WAT               |
| 8   | 1962 | Joaquima Viñals   | MUN               | Jordi Terricabris         | CIC               |
| 9   | 1963 | Joaquima Viñals   | MUN               | Josep M. Soler            | BAS               |
| 10  | 1964 | Joaquima Barbena  | MUN               | Lluís Miró                | CIC               |
| 11  | 1965 | Dolors Jané       | NAT               | Joan Martínez             | BAS               |
| 12  | 1966 | Teresa Maria Roca | ATL               | Lluis Garcia              | ATL               |
| 13  | 1967 | Pepita Sánchez    | GIM               | José Angueira             | CIC               |
| 14  | 1968 | Pepita Sánchez    | GIM               | Joan Martínez             | BAS               |
| 15  | 1969 | Pepita Sánchez    | GIM               | Antoni Gomà               | ATL               |
| 16  | 1970 | Teresa Maria Roca | ATL               | Joan Vila                 | HOQ               |
| 17  | 1971 | Carme Famadas     | BAS               | Antonio Rubio             | BOX               |
| 18  | 1972 | Pepita Sánchez    | GIM               | Josep M. Diamant          | MTN               |
| 19  | 1973 | Pepita Sánchez    | GIM               | Antonio Rubio             | BOX               |
| 20  | 1974 | Carme Famadas     | BAS               | Francesc Payà             | TRL               |
| 21  | 1975 | Maria Dolors Roig | JUD               | M. Perejoan / J.L. Boquet | MOT               |
| 22  | 1976 | Mercè Boixet      | ATL               | Jordi Vilà                | ATL               |
| 23  | 1977 | Mercè Boixet      | ATL               | Antonio Rubio             | BOX               |
| 24  | 1978 | Rosa Gallach      | ESQ               | Jordi Vilà                | ATL               |
| 25  | 1979 | Ester Ruiz        | ATL               | Jordi Vilà                | ATL               |
| 26  | 1980 | Rosa Gallach      | ESQ               | Manel Terra               | SLT               |
| 27  | 1981 | Rosa Gallach      | ESQ               | Tomàs Cano                | SLT               |
| 28  | 1982 | Montse Roselló    | ESQ               | Tomàs Cano                | SLT               |
| 29  | 1983 | Montse Roselló    | ESQ               | Rafael Fernàndez          | BOX               |
| 30  | 1984 | Montse Roselló    | ESQ               | Lluís Torner              | TKW               |
| 31  | 1985 | Montse Custal     | HAN               | Joan Tolrà                | ATL               |
| 32  | 1986 | Montse Roselló    | ESQ               | David De Miguel           | TEN               |
| 33  | 1987 | Dolors Juscafresa | BAS               | Bernat Solà               | SLT               |
| 34  | 1988 | Montse Roselló    | ESQ               | Lluís Torner              | TKW               |

### De 1989 a l'actualitat
Font:
A 24 de juny de 2025
| Ed. | Any  | Sèniors femenines                          | Sèniors femenines                         | Sèniors masculins                         | Sèniors masculins                         | Millor esportista absolut                 | Millor esportista absolut                 |
| Ed. | Any  | Guanyadora                                 | Esport                                    | Guanyador                                 | Esport                                    | Guanyador/a                               | Esport                                    |
| --- | ---- | ------------------------------------------ | ----------------------------------------- | ----------------------------------------- | ----------------------------------------- | ----------------------------------------- | ----------------------------------------- |
| 35  | 1989 | Esther Boix                                | ATL                                       | Bernat Solà                               | SLT                                       | Pere Robert Sílvia Parera                 | WAT NAT                                   |
| 36  | 1990 | Esther Boix                                | ATL                                       | José González                             | BOX                                       | Joaquim Fernàndez                         | NAT                                       |
| 37  | 1991 | -                                          | -                                         | Manuel Bellido                            | KAR                                       | Jonathan Garrido                          | CIC                                       |
| 38  | 1992 | Mireia Lluch                               | ATL                                       | Joan Pons                                 | TRI                                       | Joaquim Fernàndez                         | NAT                                       |
| 39  | 1993 | Mireia Lluch                               | ATL                                       | Jordi Burillo                             | TEN                                       | Sílvia Parera                             | NAT                                       |
| 40  | 1994 | Lídia Gómez                                | TKW                                       | Ricard Fernàndez                          | ATL                                       | Sílvia Parera                             | NAT                                       |
| 41  | 1995 | Sílvia Parera                              | NAT                                       | Joaquim Fernàndez                         | NAT                                       | Joaquim Fernàndez                         | NAT                                       |
| 42  | 1996 | Sílvia Parera                              | NAT                                       | Joaquim Fernàndez                         | NAT                                       | Sílvia Parera                             | NAT                                       |
| 43  | 1997 | Sílvia Parera                              | NAT                                       | Joaquim Fernàndez                         | NAT                                       | Joaquim Fernàndez                         | NAT                                       |
| 44  | 1998 | Mònica Delgado                             | ATL                                       | Eduardo Pérez                             | ATL                                       | Eduardo Pérez                             | ATL                                       |
| 45  | 1999 | Esmeralda Arriscado                        | ATL                                       | Eduardo Pérez                             | ATL                                       | Eduardo Pérez                             | ATL                                       |
| 46  | 2000 | Montse Alonso                              | CIC                                       | Eduardo Pérez                             | ATL                                       | Núria Martínez                            | BAS                                       |
| 47  | 2001 | Jèssica Hernández                          | TTL                                       | Robert Villà                              | ATL                                       | Marta Bartrès                             | HOQ                                       |
| 48  | 2002 | Jèssica Hernández                          | TTL                                       | Rafa Garcia                               | BIL                                       | Alba Planas                               | GIM                                       |
| 49  | 2003 | Laia Arbonès                               | NAT                                       | Rafa Garcia                               | BIL                                       | Gàlia Dvorak                              | TTL                                       |
| 50  | 2004 | Núria Martínez                             | BAS                                       | Roger Rabassa                             | NAT                                       | Núria Martínez                            | BAS                                       |
| 51  | 2005 | Núria Martínez                             | BAS                                       | Roger Rabassa                             | NAT                                       | Núria Martínez                            | BAS                                       |
| 52  | 2006 | Núria Martínez                             | BAS                                       | Joan Lope                                 | TIR                                       | Gàlia Dvorak                              | TTL                                       |
| 53  | 2007 | Núria Martínez                             | BAS                                       | Jordi Garcia                              | WAT                                       | Jordi Garcia                              | WAT                                       |
| 54  | 2008 | Núria Martínez                             | BAS                                       | Jessed Hernàndez                          | CMU                                       | Núria Martínez                            | BAS                                       |
| 55  | 2009 | Amaranta Fernàndez                         | VOL                                       | Eduardo Gonzalo                           | CIC                                       | Eduardo Gonzalo                           | CIC                                       |
| 56  | 2010 | Amaranta Fernàndez                         | VOL                                       | Ferran Formatjé                           | HOQ                                       | Mariona Ortiz                             | BAS                                       |
| 57  | 2011 | Núria Martínez                             | BAS                                       | Jordi Fernàndez                           | WAT                                       | Núria Martínez                            | BAS                                       |
| 58  | 2012 | Natàlia Torné                              | NAT                                       | Dídac Vilà                                | FUT                                       | Roser Tarragó                             | WAT                                       |
| 59  | 2013 | Gàlia Dvorak                               | TTL                                       | Javi Gómez                                | GIM                                       | Roser Tarragó Marta Bach                  | WAT                                       |
| 60  | 2014 | Roser Tarragó Marta Bach                   | WAT                                       | Javi Gómez                                | GIM                                       | Roser Tarragó Marta Bach                  | WAT                                       |
| 61  | 2015 | Núria Martínez                             | BAS                                       | Xavi Blanco                               | PES                                       | Núria Martínez                            | BAS                                       |
| 62  | 2016 | Núria Martínez                             | BAS                                       | Héctor Ruiz                               | NAT                                       | Clàudia Luna                              | TRI                                       |
| 63  | 2017 | Raquel González                            | ATL                                       | Albert Ramos                              | TEN                                       | Albert Ramos                              | TEN                                       |
| 64  | 2018 | Marta Bach                                 | WAT                                       | Albert Ramos                              | TEN                                       | Marta Bach                                | WAT                                       |
| 65  | 2019 | Raquel González                            | ATL                                       | Xavi Blanco                               | PES                                       | Raquel González                           | ATL                                       |
| 66  | 2020 | Roser Tarragó                              | WAT                                       | Albert Ramos                              | TEN                                       | Aina Florenza                             | HOQ                                       |
|     | 2021 | No es van concedir a causa de la COVID-19  | No es van concedir a causa de la COVID-19 | No es van concedir a causa de la COVID-19 | No es van concedir a causa de la COVID-19 | No es van concedir a causa de la COVID-19 | No es van concedir a causa de la COVID-19 |
| 67  | 2022 | A. Espar, M. Bach, E. Sánchez i R. Tarragó | WAT                                       | Albert Ramos                              | TEN                                       | Anni Espar                                | WAT                                       |
| 68  | 2023 | Aina Florenza                              | HOQ                                       | Pol Torres                                | PAT                                       | Aina Florenza                             | HOQ                                       |
| 69  | 2024 | Vivien Sevenich Simone Van de Kraats       | WAT                                       | Martí Casas                               | HOQ                                       | Vivien Sevenich Simone Van de Kraats      | WAT                                       |
| 70  | 2025 | Anni Espar                                 | WAT                                       | Martí Casas                               | HOQ                                       | Anni Espar                                | WAT                                       |